# Giacomo da Ulma
Jacob Griesinger, più noto come fra Giacomo da Ulma (Ulma, 1407 – Bologna, 11 ottobre 1491), fu un converso domenicano di origine tedesca, vissuto nel convento di Bologna. Era specializzato nella realizzazione di vetrate artistiche. La Chiesa cattolica lo venera come beato.

## Biografia
Giacomo nacque a Ulma, secondogenito di una famiglia agiata: il padre Teodorico, persona devota, gli consentì una buona formazione: oltre al latino il giovane imparò l'arte, molto diffusa nella Germania del XV secolo, della composizione di vetrate istoriate.
A 25 anni Giacomo si recò in pellegrinaggio a Roma, trascorrendo la quaresima del 1432. Mancandogli poi il denaro per il viaggio di ritorno in Germania, andò a Napoli e si arruolò mercenario nelle truppe di Alfonso, duca di Calabria. Dopo quattro anni abbandonò l'esercito e andò a Capua al servizio di un ricco signore, dove stette altri cinque anni: finalmente nel 1441 si mise in viaggio per tornare a casa. Arrivato a Bologna, si ritrovò ancora una volta privo di mezzi di sostentamento e si arruolò nella milizia del duca di Milano. Ma, recatosi a visitare la tomba di san Domenico nella basilica bolognese, restò affascinato dalla vita e dal fervore dei domenicani, decidendo così di entrare nell'Ordine dei Frati Predicatori.
Ricevette l'abito come converso e si dedicò ai lavori manuali, con umiltà e pazienza. Ebbe poi modo di mettere al servizio della comunità la sua abilità nella realizzazione di vetrate colorate per le chiese che in quel periodo venivano rinnovate a Bologna.
Dopo una vita integerrima e austera, morì l'11 ottobre del 1491 nel convento bolognese dei domenicani dove fu sepolto.

## Culto
Le spoglie si conservano dal 1965 in un'urna nel transetto sinistro della basilica di San Domenico a Bologna. 
La fama della sua santità si diffuse rapidamente e si accrebbe fino al riconoscimento ufficiale da parte del papa Leone XII che nel 1825 lo proclamò beato. Viene commemorato il giorno 11 ottobre.
Dal Martirologio Romano: "A Bologna, beato Giacomo da Ulm Griesinger, religioso dell'Ordine dei Predicatori, che, sebbene analfabeta, fu un valente decoratore di vetrate e offrì a tutti per cinquant'anni un esempio di dedizione al lavoro e alla preghiera".

## Le opere
Fu attivo probabilmente solo in età avanzata, poiché le vetrate che la tradizione gli attribuisce sono le seguenti:
- Bologna, basilica di San Petronio, cappella dei Notai (1463-1465) su disegni di Michele di Matteo
- Bologna, convento di San Domenico, vetrate della biblioteca (1465-1472; perdute)
- Bologna, basilica di San Domenico, vetrate della chiesa (1474-1476; perdute)

Ebbe numerosi discepoli (Ippolito da Cremona, Ambrogino da Soncino, Giacomo Cabrini) che diffusero nel Cinquecento l'arte delle vetrate nelle chiese di Bologna e dell'Italia settentrionale.